# Henri de la Sayette
Henri Gérard Marie Joseph de la Sayette (* 2. November 1905 in Beaulieu-sur-Oudon; † 19. April 1991 in Paris) war ein französischer Autorennfahrer. 

## Familie
Er wurde 1905 als Sohn von Louis de La Sayette und dessen Frau Marthe (geborene Dulong de Rosnay) geboren.

## Karriere als Rennfahrer
Henri de la Sayette meldete 1932 einen Citroën Type C4 Spéciale beim 24-Stunden-Rennen von Le Mans. Sein Teampartner war sein Landsmann Charles Wolf. Der Einsatz endete nach einem Defekt am Magnetzünder vorzeitig. 

## Statistik

### Le-Mans-Ergebnisse
| Jahr | Team                | Fahrzeug                 | Teamkollege  | Platzierung | Ausfallgrund  |
| ---- | ------------------- | ------------------------ | ------------ | ----------- | ------------- |
| 1932 | Henri de la Sayette | Citroën Type C4 Spéciale | Charles Wolf | Ausfall     | Magnetzündung |